# الطريق الأوروبي E34
الطريق الأوروبي E34 هو طريق واحد شبكة الطرق الأوروبية الدولية للأمم المتحدة. يربط بين ميناء بروج ببلجيكا مع مدينة باد أوينهاوزن الألمانية.